# أكاديمية عسكرية
الأكاديمية العسكرية هي مؤسسة تعليمية عليا تقوم بإعداد وتخريج طلاب تتوافر فيهم الكفاءات والمؤهلات التكتيكية والفنية والعلمية للعمل كضباط في القوات المسلحة بأفرعها المختلفة، وعادة ما توفر التعليم في بيئة عسكرية، وتُعد الأكاديمية العسكرية الإيطالية هي أقدم أكاديمية عسكرية في العالم حيث أنشأت سنة 1678، تلتها الأكاديمية البحرية الملكية الدنماركية والتي أتشأت سنة 1701، ثم الأكاديمية العسكرية الملكية البريطانية سنة 1720.

## الأكاديميات العسكرية في العالم

### الولايات المتحدة الأمريكية
- الأكاديمية العسكرية الأمريكية.
- أكاديمية نيويورك العسكرية.
- أكاديميات خدمة الولايات المتحدة.

### روسيا
- الأكاديمية العسكرية لمهندسي القوات الجوية.
- الأكاديمية العسكرية في هيئة الأركان العامة للقوات المسلحة الروسية.
- أكاديمية موجايسكي للقوات الجوية.
- أكاديمية فرونزي العسكرية.
- أكاديمية جاجارين للقوات الجوية.
- أكاديمية الأسلحة المشتركة للقوات المسلحة الروسية.

### الصين
- أكاديمية جيش التحرير الشعبي الصيني للعلوم العسكرية.
- الجامعة الوطنية لتكنولوجيا الدفاع.

### ألمانيا
- الأكاديمية العسكرية للقوات المسلحة الألمانية.
- الأكاديمية العسكرية البروسية.

### المملكة المتحدة
- أكاديمية ساندهيرست العسكرية الملكية.
- أكاديمية الدفاع.
- الأكاديمية العسكرية الملكية.

### اليابان
- أكاديمية الدفاع الوطني.

### كندا
- الكلية العسكرية الملكية في كندا.

### مصر
- الأكاديمية العسكرية المصرية.
- الأكاديمية العسكرية للدراسات العليا والاستراتيجية.[4]
- الأكاديمية الطبية العسكرية.

### الهند
- الأكاديمية العسكرية الهندية.

### الجزائر
- الأكاديمية العسكرية لمختلف الأسلحة.

### المملكة العربية السعودية
- كلية الملك عبدالعزيز الحربية.
- كلية الملك فيصل الجوية.
- كلية الملك فهد البحرية.
- كلية الملك عبدالله للدفاع الجوي.
- كلية الملك خالد العسكرية.